# Џон А. Макдоналд
Сер Џон Александер Макдоналд (енгл. Sir John Alexander Macdonald; Глазгов, 11. јануар 1815 — Отава, 6. јун 1891) био је канадски политичар и први премијер Канаде.